# 대중초등학교
대중초등학교(大中初等學校)는 대한민국 경상남도 김해시에 있는 공립 초등학교이다.

## 연혁
- 1946년 10월 10일 : 대중공립학교 개교